# Aleksandra Trzaskowska
Aleksandra Trzaskowska (ur. 9 kwietnia 1976 w Gnieźnie) – polska fizyk, doktor habilitowany nauk fizycznych. Specjalizuje się w fizyce doświadczalnej ciała stałego.

## Życiorys
Fizykę ukończyła na poznańskim Wydziale Fizyki UAM w roku 2000 (praca magisterska: Własności sprężyste kryształu Gd2(MoO4)3 badane metodą spektroskopii Brillouina). Doktoryzowała się na macierzystym wydziale w 2005 na podstawie pracy pt. Fonony powierzchniowe w kryształach ferroelastycznych (promotorem był Sławomir Mielcarek).
Habilitowała się w 2018 na podstawie oceny dorobku naukowego oraz cyklu publikacji pt. Dyspersje fal powierzchniowych w strukturach fononicznych badane metodą wysoko-rozdzielczej spektroskopii Brillouina. Na macierzystym Wydziale Fizyki UAM pracuje jako adiunkt w Zakładzie Fizyki Kryształów.
Swoje prace publikowała m.in. w „Journal of Alloys and Compounds", „Journal of Applied Physics" oraz „Crystal Research and Technology".